# Доња Летина
Доња Летина је насељено место у општини Суња, Сисачко-мославачка жупанија, Хрватска, до нове територијалне организације у саставу бивше велике општине Сисак.

## Становништво
| Националност       | 1991.       |
| Хрвати             | 69 (89,61%) |
| Срби               | 0           |
| Југословени        | 1 (1,29%)   |
| остали и непознато | 7 (9,09%)   |
| Укупно             | 77          |